# Бата (Екваторијална Гвинеја)
Бата (шп. Bata) је град и лука у континенталној Екваторској Гвинеји, главни град покрајине Приморје и некадашњи главни град државе. Лежи на обали Атлантског океана, 235 km југоисточно од главног града, Малабоa. Бата је најнасељенији град у држави.
Трајектним је линијама град повезан са Малабоом и Дуалом. Познат је по богатом ноћном животу. Главнину лучког промета чини извоз дрва и кафе.

## Историја
Након протеста против Шпанаца 1969. године, из Бате се иселио велики број Европљана и уследило је период привредне стагнације 1970-их и 1980-их. Током 1990-их почиње развој подручја потпомогнут открићем нафте.

## Спорт
У граду се налази стадион који је био домаћин Афричког купа нације 2012. и Афричког купа нације 2015. године. Стадион је завршен 2007. и имао је капацитет 22.000 места, али је 2010. проширен на 37.000.